# Färgsjömon
Färgsjömon este o arie protejată (arie specială de conservare — SAC, sit de importanță comunitară — SCI) din Suedia întinsă pe o suprafață de 18,5 ha, integral pe uscat.

## Localizare
Centrul sitului Färgsjömon este situat la coordonatele 57°16′55″N 15°26′22″E / 57.2819°N 15.4395°E.

## Înființare
Situl Färgsjömon a fost declarat sit de importanță comunitară în iulie 2000 pentru a proteja un număr necunoscut de specii din flora spontană și fauna sălbatică aflate în arealul zonei. Situl a fost protejat și ca arie specială de conservare în martie 2011.

## Biodiversitate
Situată în ecoregiunea boreală, aria protejată conține 1 habitat natural: Taiga vestică.
La baza desemnării sitului se află un număr nedeclarat de specii protejate.